# Benjamin Lacombe
Pour les articles homonymes, voir Lacombe.
Benjamin Lacombe est un illustrateur français, auteur de bande dessinée et de littérature jeunesse, né le 12 juillet 1982 à Paris.

## Biographie
En 2001, Benjamin Lacombe entre à l'École nationale supérieure des arts décoratifs à Paris, où il suit sa formation artistique. Parallèlement à ses études, il travaille en publicité et dans l'animation et signe en 2001 sa première bande dessinée et quelques autres livres illustrés. Son projet de fin d'études, Cerise Griotte, dont il est l'auteur et l'illustrateur, devient son premier livre jeunesse et sort aux Éditions du Seuil jeunesse en mars 2006. 
Depuis, Benjamin Lacombe a écrit et illustré de nombreux livres. Il a notamment travaillé avec Albin Michel, Barefoot Books (États-Unis), Edelvives (Espagne), Hemingway Korea (Corée), Milan, MaxMilo, Sarbacane, Soleil, Walker Books (États-Unis), les Éditions Margot et le Seuil Jeunesse, éditeur avec lequel il a publié la plupart de ses livres.
Benjamin Lacombe illustre également des classiques de littérature générale ou de jeunesse, dont : les nouvelles des Contes Macabres d’Edgar Allan Poe, dans la traduction de Charles Baudelaire, le roman  Notre-Dame de Paris avec le texte intégral de Victor Hugo, Le Portrait de Dorian Gray d'Oscar Wilde dans une traduction intégrale inédite, ainsi que Alice au pays des merveilles de Lewis Caroll, ou  Bambi : l'histoire d'une vie dans les bois de Felix Salten, et La petite sirène  de Hans Christian Andersen.
Des artistes ont travaillé à partir d’œuvres originales de Benjamin Lacombe, comme Julien Martinez, sculpteur et créateur de poupées contemporaines, et Emmanuelle Andrieu, de la Maison du vitrail, qui a réalisé un vitrail selon une illustration des Contes Macabres.
Il illustre le premier ouvrage de Sébastien Perez Destins de chiens en 2007 ; par la suite, il illustre (et coécrit parfois) plusieurs de ses textes. Il déclare en 2020 : « La collaboration de Sébastien Perez est précieuse. Il trouve les mots que je n'oserais pas écrire. Il est à la fois très différent de moi, et en même temps l'auteur dont je me sens le plus proche. C'est pourquoi nous collaborons si régulièrement ensemble. » Une quinzaine d'ouvrages sont ainsi réalisés ensemble, dont Le chabominable monstre des neiges en 2023, et une série jeunesse, Charlock.
Chaque année, Benjamin Lacombe produit un calendrier comprenant certaines de ses plus récentes œuvres.
En quinze ans de carrière, l'artiste a vendu, jusqu'en 2020, plus de deux millions de livres,.
En 2018, l'exposition « Curiosities » « réunit une centaine d’œuvres issues de ses ouvrages les plus récents (Alice, de l’autre côté du miroir, Carmen, Frida, Les Contes Macabres (vol. 2), Le Magicien d’Oz... ».

## Inspirations
Parmi ses plus grandes influences, Benjamin Lacombe note les peintres du Quattrocento et les primitifs flamands. Il évoque aussi Tim Burton, Guillermo del Toro, Wes Anderson et David Fincher. Les illustrateurs de Walt Disney l'ont aussi influencé dans la création de personnages avec de grands yeux, permettant d'exprimer plus d'émotions. On peut noter également une grande analogie de son œuvre avec celle du peintre américain Mark Ryden.

## Distinctions
Pour l'année 2018, il est sélectionné pour la deuxième année d'affilée pour le prix suédois Astrid-Lindgren.

## Publications

### Illustrations
- Destins de chiens, texte de Sébastien Perez, Max Milo Éditions, avril 2007  (ISBN 978-2-35438-001-4)
- La funeste nuit d'Ernest, coécrit avec Sébastien Perez, Éd. Sarbacane, septembre 2007  (ISBN 978-2-84865-172-9)
- Généalogie d'une sorcière, coécrit avec Sébastien Perez, Éd. Seuil jeunesse, octobre 2008  (ISBN 978-2-02098-358-7)
- Grimoire de sorcières, coécrit avec Sébastien Perez, Éd. Seuil jeunesse, 2008
- La Petite sorcière, coécrit avec Sébastien Perez, Éd. Seuil jeunesse, 2008
- Rossignol, texte de Sébastien Perez, Éd. Seuil Jeunesse, mai 2011  (ISBN 978-2021044331)
- L'Herbier des Fées, coécrit avec Sébastien Perez, Éd. Albin Michel, octobre 2011  (ISBN 978-2226230966)
- Généalogie d'une sorcière, coécrit avec Sébastien Perez, Éd. Seuil Jeunesse, novembre 2013  (ISBN 979-1023500776)
- Les super-héros détestent les artichauts, coécrit avec Sébastien Perez, Éd. Albin Michel Jeunesse, octobre 2014  (ISBN 978-2226251015)
- Facéties de chats, texte de Sébastien Perez, Éditions Margot, 2015
- Alice au pays des merveilles[6] de Lewis Carroll, traduction de Henri Parisot, Soleil, 2015
- Alice au pays des merveilles ; De l'autre côté du miroir de Lewis Carroll, traduction de Henri Parisot, Soleil, 2016
- Frida, texte de Sébastien Perez, Albin Michel, 2016 - ouvrage autour de l'artiste Frida Kahlo
- L'ombre du Golem[16], texte de Éliette Abécassis, Flammarion, 2017
- Le magicien d'Oz, texte de Sébastien Perez, d'après l'histoire et les personnages de L. F. Baum, Albin Michel, 2018
- Série Charlock, texte de avec Sébastien Perez, Flammarion Jeunesse

1. La disparition des souris, 2020
2. Le trafic de croquettes, 2020
3. L'affaire du collier, 2021
4. Attaque chez les chats-mouraïs, 2021
5. Le chabominable monstre des neiges, 2023
6. Le trésor de Toutouchamon, 2023

- L'étonnante famille Appenzell, texte de Sébastien Perez, Margot, 2020
- Bambi : l'histoire d'une vie dans les bois[7], texte de Felix Salten, traduit de l'allemand par Nicolas Waquet, Albin Michel, 2020
- La meilleure maman du monde, texte de Sébastien Perez, Margot, 2021
- Alice : le carrousel,  d'après Lewis Carroll, Soleil, 2021
- La petite sirène[8], texte de Hans Christian Andersen, traduction du danois par Jean-Baptiste Coursaud, Albin Michel,  2022
- Histoires de femmes samouraï, texte de Sébastien Perez, Oxymore, 2023.
- Le Portrait de Dorian Gray d'Oscar Wilde, traduction de Jean Gattégno et Xavier Giudicelli, Gallimard, 2024.

### Autres
(mars 2023).
- 2003
  - Le petit chaperon rouge, Éditions Soleil (2003) -  (ISBN 978-2845657014)
  - Le maître chat, Édition Hatier (2003) (Illustration d'un conte de Charles Perrault) - 978-2218999161
  - L'esprit du temps tome 1, Édition Soleil (2003) - 978-2845656475

2005
- L'esprit du temps tome 2, Édition Soleil (2005) - 978-2845658882

2006
- Cerise Griotte, Édition Seuil Jeunesse (2006) - 979-1023501933
- Longs cheveux, Édition Talents Hauts (2006) - 978-2916238746
- Pourquoi la carapace de la tortue?..., édition Seuil Jeunesse (2006) - 978-2021104462

2007
- Les Amants Papillons, Édition Seuil Jeunesse (2007) - 979-1023504361
- Raconte-moi encore un conte, édition Tourbillon (2007) (Collectif d'illustrateurs, illustration de La Barbe-Bleue de Charles Perrault) - 978-2848012452

2008
- Le Grimoire de Sorcières, Édition Seuil Jeunesse (2008) - 978-2020983570
- L'enfant silence, Édition Seuil Jeunesse (2008) (Illustration d'un texte de Cécile Roumiguière) - 978-2020973205

2009
- Terre des Monstres Tome 1 : L’Enfant Trouvé - 978-2745927040
- Terre des Monstres Tome 2 : Marques de sang - 978-2745927057
- Terre des Monstres Tome 3 : Machinations: Sombres Complots - 978-2745927064
- Blues Bayou, Milan Jeunesse Éditions, mai 2009 (Illustrations de Daniela Cytryn) - 978-2745936592
- La Mélodie des Tuyaux, Édition Seuil Jeunesse (2009) Conte musical, lu par Olivia Ruiz - 978-2021001525
- La grande journée du petit Lin Yi, Édition Milan Jeunesse (2009) - 978-2745941428

2010
- Le Carnet Rouge, Seuil, avril 2010 (Illustrations de Agata Kawa) - 978-2021001204
- Il était une fois, Édition Seuil Jeunesse (2010) - 978-2021027549
- Blanche-Neige, Édition Milan (2010) - 978-2745942210
- Les contes macabres, Édition Soleil (2010) (Texte de Edgar Allan Poe) Tome 1 - 978-2302012998
- Les contes macabres, Édition Soleil (2018) (Texte de Edgar Allan Poe) Tome 2 - 978-2302072916

2011
- Notre-Dame de Paris, Partie 1 et 2, Éditions Soleil (2011) (Texte de Victor Hugo) - 9782302031470
- À l'école des pages du Roy Soleil, Tome 1 : Sabotages en série à Versailles, Édition Seuil Jeunesse (2011) (Texte de Arthur Ténor) - 978-2021040593
- À l'école des pages du Roy Soleil - Tome 2 : Le Manuscrit volé - 978-2021047943

2012
- Swinging Christmas, Éditions Albin Michel Jeunesse (2012) Conte musical (Texte coécrit avec Olivia Ruiz) - 978-8447925643
- Ondine, Éditions Albin Michel Jeunesse (2012) - 978-2226446428

2013
- Madame Butterfly, Éditions Albin Michel Jeunesse (2013) - 978-2226250872
- "Memories", Éditions Daniel Maghen (2013) - 978-2356740304

2014
- Les Super-héros détestent les artichauts, Éditions Albin Michel Jeunesse (2014) - 978-2226251015
- Marie-Antoinette, Carnet secret d'une reine", Éditions Soleil (2014) - 978-2302043176
- Léonard & Salaï tome 1, Édition Soleil (2014) - 978-2302018730

2015
- Curiosity House: The Shrunken Head, (2015) (Texte de Lauren Oliver et HC Chester) - 978-1444777185

2017
- Carmen, 2017 -Texte de Prosper Merimée, Edition Soleil - 978-2302066304
- Curiosités, Artbook, Éditions Daniel Maghen 2017. Tome 1 - 978-2356740540
- Curiosités, Artbook, Éditions Daniel Maghen 2017. Tome 2 - 978-2356740809

2018
- Le Magicien d’Oz, Lyman Frank Baum (Auteur), 2018 - 978-2226436115

2019
- Contes Silencieux, 2019 - 978-2226446480
- Histoires de fantômes du Japon; Soleil; Illustrated édition (27 novembre 2019) - 978-2302078970
- Esprits & Créatures du Japon; Soleil; Illustrated édition (2 décembre 2020) - '978-2302090422

2020
- L'étonnante Famille Appenzell; Editions Margot; Illustrated édition (14 octobre 2020) - 979-1095184249

2023
- La Métamorphose, leporello comportant les textes de Barbara Canepa (au recto) et Benjamin Lacombe (au verso), illustré par Marco Mazzoni - 978-2385610111

## Expositions
Benjamin Lacombe expose régulièrement son travail. Il a entre autres été exposé dans les galeries : Ad Hoc Art (New York), L'Art de rien (Paris), Daniel Maghen (Paris), Dorothy Circus (Rome), Maruzen (Tokyo), etc..
- 2011 : « Dessins inanimés », à la médiathèque La Turbine de l'agglomération d'Annecy pour le festival international du film d'animation du 7 au 25 juin 2011.
- 2013 : « Memories », Galerie Daniel Maghen, Paris 1er Catalogue d'exposition, éd. Galerie Daniel Maghen, 2013  (ISBN 978-2-35674-030-4)
- 2015 : « Mad tea-party »[17], Galerie Daniel Maghen, Paris 1er
- 2018-2019 : « Curiosities »[13], Galerie Daniel Maghen, Paris 1er
- 2021 : « Shizen »[14], Galerie Daniel Maghen, Paris 1er
- 2023 « Benjamin Lacombe et le victorien », château d’Hardelot
- 2024 « Papillon Noir », Galerie Gallimard[18]

### Filmographie
- Benjamin Lacombe ; Pascal Moguérou, réalisé par Thierry Mercadal, On Stage, Lyon, Cap Canal, 2010, 52 min. (DVD).
- Reportage sur Benjamin Lacombe, Cap Canal, 26 min. (en ligne sur youtube.com).
- Interview pour l'ENSAD, 2013 (en ligne sur vimeo.com).
- Émission Un Monde de Bulles - De Renoir à Benjamin Lacombe (en ligne sur dailymotion.com).